# Ликвидност
Ликвидност (енгл. solvency, liquidity) је својство имовине или њених појединих делова које се могу претворити у готовину за покриће преузетих обавеза.

## Показатељи ликвидности
Показатељи ликвидности пореде краткорочне обвезе са краткорочним или текућим изворима средстава доступним за подмиривање краткорочних обвеза.
Најучесталији показатељи ликвидности су:
- коефицијент текуће ликвидности,
- коефицијент убрзане ликвидности,
- коефицијент тренутне ликвидности,
- коефицијент финансијске стабилности,
- нето радни капитал или обртни капитал,
- нето радни капитал према укупној имовини.